# Rejon starosamborski
Rejon starosamborski (ukr. Старосамбірський район) – dawna jednostka administracyjna Ukrainy, a wcześniej także Ukraińskiej Socjalistycznej Republiki Radzieckiej w Związku Socjalistycznych Republik Radzieckich, funkcjonująca w latach 1940–1941 i 1944–2020. Należał do obwodu drohobyckiego do 1959 roku, a po jego zniesieniu do obwodu lwowskiego. Siedzibą rejonu był Stary Sambor.
Rejon należał do 1959 roku do obwodu drohobyckiego, a następnie do obwodu lwowskiego (w  południowo-zachodniej części). Powierzchnia rejonu wynosiła 1245 km kw. Według spisu powszechnego z roku 2001 w rejonie żyło 82 100 ludzi, w tym 400 Rosjan (0,48%) i 1000 Polaków (1,22%). Rejon od zachodu graniczył z Polską, od północnego wschodu z rejonem mościskim, od wschodu z samborskim i drohobyckim, od południa z turczańskim.
W jego skład wchodziły w 2020 roku 3 miasta rejonowego znaczenia: Stary Sambor, Dobromil i Chyrów, 2 osiedla typu miejskiego: Niżankowice i Stara Sól, oraz 39 rad wiejskich. W sumie w rejonie znajduje się 115 miejscowości.

## Historia
Rejon starosamborski został utworzony 17 stycznia 1940 na podstawie dekretu Prezydium Rady Najwyższej USRR o podziale na rejony zachodnich obwodów USRR, kiedy to w obwodzie drohobyckim utworzono 30 rejonów, między innymi starosamborski. Rejon objął następujące obszary, należące przed wojną do powiatu samborskiego w województwie lwowskim:
- miasto Stary Sambor;
- całą zniesioną gminę Felsztyn,
- całą zniesioną gminę Sąsiadowice;
- całą zniesioną gminę Stara Sól;
- całą zniesioną gminę Stary Sambor;
- prawie całą zniesioną  gminę Rajtarowice (bez gromady Wolica);
- fragment zniesionej gminy Biskowice (gromada Nadyby).

Rejon starosamborski przestał istnieć wraz z wybuchem wojny niemiecko-radzieckiej 22 czerwca 1941. Jego tereny weszły w skład Landkreis Drohobycz dystryktu galicyjskiego Generalnego Gubernatorstwa.
Rejon został odtworzony 31 lipca 1944, po zajęciu tych terenów przez Armię Czerwoną.
15 maja 1948 rejon starosamborski zmniejszono o:
- rady wiejskie Bukowa i Czyszki – włączając je do rejonu dobromilskiego;
- rady wiejskie Brześciany, Bylice, Rogóźno i Wierchowce – włączając je do rejonu krukienickiego;

21 stycznia 1959 do rejonu starosamborskiego włączono zniesiony rejon strzyłecki.
21 maja 1959, w wyniku zniesienia obwodu drohobyckiego, rejon starosamborski włączono do obwodu lwowskiego.
30 czerwca 1962 do rejonu starosamborskiego włączono zniesiony rejon dobromilski.
Rejon starosamborski został zlikwidowany 17 lipca 2020 w związku z reformą podziału administracyjnego Ukrainy na rejony.

## Spis miejscowości
- Babina (Бабино)
- Baczyna (Бачина)
- Bąkowice (Буньковичі)
- Berezów (Березів)
- Bilicz (Биличі)
- Błozew Górna (Болозів)
- Boniowice (Боневичі)
- Borszowice (Боршевичі)
- Bukowa (Букова)
- Busowisko (Бусовисько)
- Bybło (Библо)
- Bylice (Біличі)
- Chyrów (Хирів)
- Czaple (Чаплі)
- Czyszki (Чижки)
- Dniestrzyk Hołowiecki (Дністрик)
- Dobromil (Добромиль)
- Drozdowice (Дроздовичі)
- Engelsbrunn
- Felsztyn (Скелівка)
- Gałówka (Галівка)
- Gdeszyce (Дешичі)
- Głęboka (Глибока)
- Grabownica Sozańska (Грабівниця)
- Grąziowa (Грозьово)
- Grodowice (Городовичі)
- Grodzisko (Городисько)
- Gwoździec (Гвоздець)
- Hołowiecko (Головецько)
- Hruszatyce (Грушатичі)
- Hubice (Губичі)
- Humieniec (Гуманець)
- Janów (Іванів)
- Jasienica Zamkowa (Ясениця-Замкова)
- Katyna (Катина)
- Kniażpol (Княжпіль)
- Kobło Stare (Кобло)
- Komarowice (Комаровичі)
- Koniów (Конів)
- Kropiwnik (Кропивник)
- Laszki Murowane (Муроване)
- Lenina Wielka (Велика Лінина)
- Libuchowa (Лібухова)
- Lutowiska (Лютовиська)
- Ławrów (Лаврів)
- Łopuszanka Chomina (Лопушанка-Хомина)
- Łopusznica (Лопушниця)
- Łużek Górny (Верхній Лужок)
- Michowa (Мігово)
- Miżyniec (Міженець)
- Mrozowice (Морозовичі)
- Mszaniec (Мшанець)
- Nadyby (Надиби)
- Niedzielna (Недільна)
- Niżankowice (Нижанковичі)
- Nowe Miasto (Нове Місто)
- Paćkowice (Пацьковичі)
- Pawłówka (Павлівка)
- Pietnice (П'ятниця)
- Płoskie (Плоске)
- Podmojsce (Підмостичі)
- Polana (słochyńska) (Поляна)
- Polana (tarnawska) (Поляна)
- Posada Nowomiejska (Посада-Новоміська)
- Potok Wielki (Потік)
- Prinzenthal
- Przedzielnica (Передільниця)
- Rajnowa (Райнова)
- Rakowa (Ракова)
- Rosochy (Росохи)
- Rożewo (Рожеве)
- Rypiany (Ріп'яна)
- Sanoczany (Саночани)
- Sąsiadowice (Сусідовичі)
- Słochynie (Слохині)
- Smereczka (Смеречка)
- Soljanuwatka (Солянуватка)
- Sosnówka (Соснівка)
- Sozań (Созань)
- Spas (Спас)
- Stara Ropa (Стара Ропа)
- Stara Sól (Стара Сіль)
- Stary Sambor (Старий Самбір)
- Starzawa (Старява)
- Straszewice (Страшевичі)
- Stroniowice (Стороневичі)
- Strzelbice (Стрільбичі)
- Strzyłki (Стрілки)
- Suszyca Rykowa (Сушиця)
- Suszyca Wielka (Велика Сушиця)
- Szumina (Шумина)
- Śliwnica (Сливниця)
- Tarnawa (Тернава)
- Tarnawka (Тарнавка)
- Terło (Терло)
- Terszów (Тершів)
- Topolnica (Топільниця)
- Torczynowice (Торчиновичі)
- Torhanowice (Торгановичі)
- Towarnia (Товарна)
- Truszowice (Трушевичі)
- Turze (Тур'є)
- Twary (Тварі)
- Tycha (Тиха)
- Tysowica (Тисовиця)
- Wełykie (Велике)
- Wełykosillja (Великосілля)
- Wiciów (Виців)
- Wielunice (Вілюничі)
- Wola (Воля)
- Wołcza Dolna (Нижня Вовча)
- Wołosianka Wielka (Велика Волосянка)
- Wołoszynowa (Волошиново)
- Zarzecze (Заріччя)
- Zasadki (Засадки)
- Zawadka (Завадка)
- Zrotowice (Зоротовичі)